# Baise-moi (film)
Pour les articles homonymes, voir Baise-moi.
Pour plus de détails, voir Fiche technique et Distribution.
Baise-moi est un film français réalisé par Virginie Despentes et Coralie Trinh Thi, sorti en 2000. Il est adapté du roman homonyme de Virginie Despentes.
Mêlant des scènes de sexe non simulées à une intrigue policière d'une grande violence, Baise-moi a été très controversé lors de sa sortie, notamment en ce qui concerne son éventuelle classification en tant que film pornographique. D'abord distribué en France avec une interdiction aux moins de 16 ans, le film est ensuite classé X quelques jours après sa sortie, avant de voir sa classification à nouveau revue par les autorités. L'affaire entourant ce film a en effet eu pour conséquence la parution du décret du 12 juillet 2001, qui permet au ministère de la Culture français d'interdire un film aux moins de 18 ans sans toutefois l’inscrire sur la liste des films pornographiques ou d’incitation à la violence.

## Synopsis
Nadine aime regarder des films pornographiques, se livre à la prostitution pour gagner sa vie et pour son plaisir, et a pour meilleur ami Francis, un toxicomane qu'elle aide à se fournir en subutex. Ce dernier est bientôt assassiné en pleine rue par des inconnus. Par ailleurs, le mode de vie de Nadine insupporte sa colocataire qui jacasse à longueur de journée. Un soir, elles en viennent aux mains et Nadine l'étrangle.
Manu, jeune Maghrébine à la langue bien pendue, a une vie qui la satisfait : elle arrive à trouver à peu près tous les jours à étancher sa « soif de foutre, de bière et de whisky ». Elle tient tête aux mecs de son quartier après qu'ils s'en sont violemment pris à un plus jeune qu'eux. Un soir qu'elle se promène avec une autre fille, trois hommes les abordent, les emmènent dans un hangar et les violent. Manu est passive alors que l'autre résiste. Partant du principe que « ma chatte, je peux empêcher personne d'y entrer, alors je mets rien de précieux à l'intérieur », Manu rentre chez elle sans changer ses habitudes ni porter plainte. En voyant son état, son frère se doute de quelque chose et s'indigne qu'elle soit si désinvolte à propos de son viol. Manu prend le pistolet de son frère et l'abat. Il meurt sur le coup. Elle ramasse ensuite ses économies dont il n'a plus besoin, l'embrasse tendrement sur le menton et s'en va.
Un peu plus tard, Manu rencontre Nadine près d'une gare. Elles se trouvent un but commun : ne plus subir la vie, prendre la route et vivre à cent à l'heure. Elles deviennent vite inséparables et prennent leur pied dans des partouzes sans lendemain et des tueries sanglantes, qu'elles opèrent sur des inconnus sans aucune discrimination ni motif autre que l'éclate. Elles sont conscientes que l'aventure se terminera sans doute mal, et alors ?

## Fiche technique
Sauf indication contraire, les informations mentionnées dans cette section peuvent être confirmées par la base de données cinématographiques IMDb,  présente dans la section « Liens externes ».
- Titre original : Baise-moi
- Réalisation : Virginie Despentes et Coralie Trinh Thi
- Scénario : Virginie Despentes et Coralie Trinh Thi, d'après le roman de Virginie Despentes
- Production : Philippe Godeau, Dominique Chiron
- Sociétés de production : Pan-Européenne, Canal +, Take One, Toute première fois
- Musique : Varou Jan
- Photographie : Benoît Chamaillard
- Montage : Aïlo Auguste-Judith, Francine Lemaitre, Véronique Rosa
- Pays de production :  France
- Langue de tournage : français
- Distribution : Pan Européenne Distribution (France)
- Format : couleur - 1,85:1 - Dolby SR - 35 mm
- Genre : road movie, thriller érotique, drame
- Durée : 87 minutes (72 minutes en Colombie, 74 minutes au Japon)
- Classification :
  - France : interdit aux moins de 18 ans[2]
- Date de sortie : 
  - France : 28 juin 2000 (ressortie le 29 août 2001)
  - Belgique : 19 juillet 2000
  - Suisse : 23 août 2000 (région francophone) ou le 12 octobre 2000 (région germanophone)
  - Canada : 9 septembre 2000

## Distribution
- Karen Bach : Nadine
- Raffaëla Anderson : Manu

Et par ordre d'apparition :
- Céline Beugnot : la femme blonde au billard
- Adama Niane : l'homme au billard
- Christophe Claudy Landry : l'homme au comptoir
- Tewfik Saad : le serveur bar
- Delphine McCarty : la colocataire
- Ouassini Embarek : Radouan
- Patrick Kodjo Topou : Wanted
- Lisa Marshall : Karla, la copine de Manu
- Hacène Beddrouh : Lakim, le frère de Manu
- Patrick Eudeline : Francis
- Ian Scott : violeur no 1
- Philippe Houillez : violeur no 2 (chauffeur)
- Steven Jhonsson : violeur no 3
- Gil Stuart : le client de Nadine
- Alexandre Milord : réceptionniste hôtel Francis
- Élodie Chérie : la femme au distributeur
- Zenza Raggi (crédité Karim Sabaddehine) : le grand mec
- Titof : le petit mignon
- Jean-Marc Minéo : l'armurier
- Gabor Rassov : le connard à la capote
- Marc Barrow : le réceptionniste hôtel bord de mer
- Rodolphe Antrim : l'homme du local
- Estelle Isaac : Alice
- HPG : Martin
- Marc Rioufol : l'architecte
- Jean-Louis Costes : l'homme dans le club échangiste qui fait la truie
- Sebastian Barrio : un homme dans le club échangiste
- Nathalie Dune : une femme dans le club échangiste
- Martine Ricard (non créditée) : la danseuse dans le club
- Romain Defarge (non crédité) : Michel

## Tournage
Avec Baise-moi, Virginie Despentes porte à l'écran le roman qui l'avait révélée, et qui avait fait sensation par sa violence et sa crudité. Elle associe d'emblée au projet son amie l'actrice pornographique Coralie Trinh Thi, dont la personnalité originale et l'image d'« intello » du X l'ont séduite. Initialement, Virginie Despentes envisage un film sans scènes de sexe, mais dont les rôles principaux seraient confiés à des actrices porno. Cette première version du projet ne convainc pas les producteurs, mais la romancière finit par obtenir l'appui de Philippe Godeau, fondateur de la société Pan-Européenne, en proposant à ce dernier de tourner un film où les scènes sexuelles ne seront pas simulées, et dont elle assurera elle-même la réalisation avec Coralie Trinh Thi.
Le film est réalisé en six semaines, entre novembre et décembre 1999, en région parisienne, dans les Vosges, à Biarritz, Bordeaux, Lyon et Marseille. Il est fixé par vidéo numérique, sans éclairage artificiel.
Le budget du film est estimé à 200 000 euros.

## Rapport à la pornographie
Bien qu'il ne soit pas conçu par ses deux réalisatrices comme un film pornographique, Baise-moi fait divers emprunts et références à l'univers du X : plusieurs scènes comportent en effet des actes sexuels non simulés. Outre la co-réalisatrice Coralie Trinh Thi, les deux comédiennes principales, Karen Lancaume (créditée au générique sous son vrai nom, Karen Bach) et Raffaëla Anderson (créditée dans la plupart de ses films X sous les pseudonymes de Raphaëlla ou Raphaëla) ont également fait carrière dans la pornographie. Par ailleurs, plusieurs acteurs pornographiques tiennent dans le film des rôles plus ou moins importants. Le choix d'employer des acteurs et actrices de X est motivé pour des raisons à la fois pratiques, en raison du choix des réalisatrices de montrer à l'écran de véritables actes sexuels, et économiques, les hardeurs demandant des cachets inférieurs à ceux des comédiens traditionnels.
Au-delà de sa relation à la pornographie, le film revendique un discours sur le sexe en général, décrit par les réalisatrices comme un enjeu politique. Si Virginie Despentes n'a pas travaillé dans le milieu du cinéma X, elle revendique avoir été chroniqueuse dans un journal pornographique, et dit raffoler du porno. Coralie Trinh Thi, quant à elle, présente son parcours dans le X comme une série d'expérimentations érotiques. Les deux réalisatrices, si elles détournent les codes du porno, n'entendent pas le dénoncer, au contraire des deux actrices principales, qui tiennent un discours très critique vis-à-vis du milieu où elles ont travaillé. Interviewées lors de la sortie du film, Karen Bach/Lancaume et Raffaëla Anderson disent toutes deux avoir accepté leurs rôles « pour une réalisatrice et un projet qui en valaient la peine » et souhaitent remettre en question la logique du porno. Karen Lancaume regrette ainsi « que les films pornos soient désormais accessibles à tout le monde [notamment aux enfants], (…) et qu’on leur fasse croire que l’amour, c’est forcément un supermec qui tronche une fille soumise, laquelle en prend plein la gueule ». Raffaëla Anderson juge quant à elle que « pour une femme, le porno s’apparente à du viol » mais dit ne pas considérer les scènes de sexe dans Baise-moi comme pornographiques, car elles sont « justifiées par l'histoire ». Des dissensions apparaissent par ailleurs pendant le tournage avec le producteur, qui n'apprécie pas que les réalisatrices aient annoncé le film dans Hot Vidéo.
La question du rapport de Baise-moi au genre pornographique, et plus largement celle de la représentation de la sexualité à l'écran, marquent du début à la fin l'histoire de ce long-métrage, dont la sortie occasionne d'importantes polémiques. Certains souhaitent le réduire à un film pornographique pur et simple — ce que contestent les deux réalisatrices — que ce soit pour le dénoncer ou pour le présenter comme un « porno d'auteur ». Au moment de la sortie du film, le critique Jean-François Rauger qualifie ainsi Baise-moi de « révolution copernicienne dans l'expression cinématographique dès lors que les scènes ouvertement érotiques sont traitées à égalité avec les autres ».

## Sortie et censure

### France
L'attribution au film d'un visa d'exploitation par le CNC est l'occasion d'un premier débat : les membres de la sous-commission chargée d'examiner le film se prononcent d'abord pour son classement X en raison du caractère pornographique et d'« incitation à la violence » de certaines scènes. Le dossier du film est alors renvoyé devant une commission plénière, qui statue finalement pour une interdiction aux moins de 16 ans, assortie de l'avertissement « Ce film, qui enchaîne sans interruption des scènes de sexe d’une crudité appuyée et des images d’une particulière violence, peut profondément perturber certains des spectateurs ». Cette décision est prise à une faible majorité, une partie des membres de la commission penchant toujours pour le classement X, en raison de la violence du discours et non de la pornographie. La ministre de la Culture Catherine Tasca se range à l'avis de la commission plénière et autorise la distribution du film avec une interdiction aux moins de 16 ans. Les réalisatrices contestent quant à elles le qualificatif de « pornographique », notamment Coralie Trinh Thi qui, ayant une carrière de hardeuse derrière elle, souligne « le porno est un film de genre à vocation masturbatoire », ce qui n'est pas à ses yeux le cas de Baise-moi.
La sortie de Baise-moi, très médiatisée, est accompagnée de nouvelles polémiques : le film s'attire l'hostilité aussi bien de certaines associations féministes que de groupes d'extrême droite, et  Le Nouvel Observateur titre à ce propos dans sa une du 13 juillet 2000 (no 1862) « Pornographie, violence, la liberté de dire non ». La controverse sur la classification du film est en outre relancée à la suite de l'action intentée par Promouvoir, une association religieuse d'extrême droite, qui saisit le Conseil d'État en raison de la grande violence du récit conjuguées aux scènes de sexe non simulées. Le Conseil d'État statue rapidement et annule le visa d'exploitation de Baise-moi deux jours après sa sortie en soulignant que le film, « composé pour l'essentiel d'une succession de scènes de grande violence et de scènes de sexe non simulées, sans que les autres séquences traduisent l'intention, affichée par les réalisatrices, de dénoncer la violence faite aux femmes par la société », comporte « un message pornographique et d'incitation à la violence susceptible d'être vu et perçu par des mineurs ». Le Conseil d'État demande ensuite le classement X du film, le reléguant au statut d'une production pornographique conventionnelle : cette décision doit entraîner de fait le retrait du film des salles de cinéma françaises — les salles pornographiques n'existant quasiment plus en France — ce qui fait de Baise-moi le premier film à être interdit en France depuis plus de vingt ans.
L'affaire est amplement relayée par les médias, et une partie des milieux culturels se mobilise en faveur du film : le réseau des salles MK2 de Marin Karmitz, notamment, passe outre en continuant de diffuser Baise-moi, tandis que Promouvoir annonce son intention de poursuivre en justice non seulement la société MK2, mais aussi Catherine Tasca pour avoir laissé diffuser le film. La réalisatrice Catherine Breillat lance une pétition de soutien, suivie par de nombreuses personnalités qui manifesteront devant le cinéma MK2 Odéon. Karmitz et Breillat seront convoqués au tribunal en 2001 pour être entendus. Finalement, la ministre de la culture statue en décidant de créer la possibilité d'émettre une simple interdiction aux moins de 18 ans, sans classement X,. Le décret autorisant cette nouvelle classification paraît en juillet 2001, tandis que Baise-moi est entretemps sorti en vidéoclubs ; une ressortie du film dans les salles est alors organisée fin août.

### Canada
Le film a été interdit en Ontario, car estimé trop pornographique. Les producteurs ont demandé sa recommercialisation sous classement X, ce qui a abouti à une nouvelle interdiction parce que le film était trop violent pour une production pornographique. Finalement, le film a été recommercialisé sous classement 18A, à la suite notamment des plaintes de cinéastes renommés comme Atom Egoyan et Denys Arcand qui se sont soulevés contre la censure. Au Québec, le film a remporté un succès correct pour une distribution indépendante, obtenant 250 000 $ canadiens de recettes pendant ses deux premiers mois à l'affiche. Un incident a par ailleurs eu lieu dans un cinéma de Montréal, où un spectateur a fait irruption dans la salle de projection pendant le film et dérobé la pellicule tout en endommageant du matériel.

## Bande originale
La bande originale, parue sur un album intitulé Baise-moi, le son, a été composée, arrangée et réalisée par Varou Jan. D'autres artistes figurent dessus tel que Le Peuple de l'Herbe. Cette bande originale est épuisée mais reste trouvable sur des sites de vente en ligne.

## Accueil critique
L'accueil critique du film a été mitigé. Il obtient 2,9 / 5 pour l'ensemble des critiques presse française sur allociné et un pourcentage global de 21 % pour les critiques américaines sur Rotten Tomatoes. Il obtient 4,4 étoiles sur 10  sur IMDb.
Télérama ou Première donnent une mauvaise note : « [...] pas de quoi fustiger. Si le film inspire un sentiment, c'est le dépit », écrit François Gorin dans Télérama, qui juge le film « vain ». Studio, qui lui attribue deux étoiles, parle d'« une cavale sexuelle et meurtrière filmée crûment et sans voyeurisme » et le qualifie de « Thelma et Louise, version hard » qui « fait exploser le tabou du sexe au cinéma », regrettant toutefois le manque d'originalité et de finesse des dialogues qui « ont la légèreté d'un sac de plomb ». Le Parisien n'apprécie guère le film, et juge que, sorti du scandale qui l'accompagne, Baise-moi « est un mauvais film. Pire encore, un film totalement dénué d'intérêt ». Thomas Sotinel, dans Le Monde, trouve des qualités à ce « film infirme et fier de l'être », qui traite de manière intéressante la question de la représentation du sexe à l'écran et où la pornographie, assumée, n'est jamais séparée de « la violence qui l'accompagne » : pour lui, « La manière de filmer les rapports sexuels donne au moins à réfléchir et devrait entraîner - si Baise-moi remporte un succès commercial proportionnel à son succès médiatique - une baisse rapide de la consommation de vidéo X ». S'il loue la démarche des réalisatrices et les prestations des deux actrices principales, le critique émet des réserves sur les scènes de violence, qui nuisent au propos du film car moins maîtrisées que le reste.
James Quandt classe le film dans la catégorie du « New French Extremism », qui comprend les films jugés transgressifs et violents de réalisateurs français.

## Clin d'œil cinématographique
On aperçoit un passage du film Seul contre tous de Gaspar Noé sur un écran de télévision, lors d'une scène de prostitution.

## Suicide de l'actrice principale
Cinq ans après la sortie du film, Karen Bach, interprète de Nadine, se suicide par surdose de médicaments à Paris en janvier 2005. Elle aurait qualifié le tournage des pornos d'humiliation permanente, ce qui aurait motivé sa prise de distance avec l'industrie pornographique avant de mettre fin à ses jours.